# Fabrizio Sacerdoti
Fabrizio Sacerdoti (Roma, 1º dicembre 1950) è un politico italiano.

## Biografia
Agente di borsa. Alle elezioni politiche del 1994 è il candidato del centrodestra nel collegio uninominale di Roma - Val Melaina della Camera e risulta eletto deputato con il 44,1% dei voti. A Montecitorio aderisce al Centro Cristiano Democratico, che rappresenta fino al 1996, quando non ripresenta la propria candidatura e termina così il mandato parlamentare.